# 趙榮 (成化進士)
趙榮（1444年—？），字永實，湖廣長沙府醴陵縣人，軍籍，明朝政治人物。進士出身。

## 生平
早年出身縣學生，湖廣鄉試第七十八名。成化十四年（1478年）戊戌科會試第三百五十名，殿試登進士第三甲第十七名。

## 家族
曾祖父趙愈勝。祖父趙文祥。父亲趙志忠。母司馬氏。严侍下。兄福。弟祈、禮。娶湯氏。